# فيصل المحميد
فيصل المحميد (مواليد 3 نوفمبر 1983) هو سبّاح كويتي، مثّل بلاده في الألعاب الأولمبية الصيفية 2000.

## روابط خارجية
فيصل المحميد على موقع الاتحاد الدولي للسباحة (الإنجليزية)
- فيصل المحميد على موقع أوليمبيديا (الإنجليزية)